# 革命的祖国敗北主義
革命的祖国敗北主義（かくめいてきそこくはいぼくしゅぎ）とは、第一次世界大戦中のロシア帝国において、ボリシェヴィキのウラジーミル・レーニンがメンシェヴィキの「革命的祖国防衛主義」に対して主張した理論。革命的敗戦主義あるいは敗戦革命論ともいう。
言葉は似ているが、共産主義者同盟をはじめとする日本の新左翼が主張した革命的敗北主義とは別の概念である。

## 概要
パリ・コミューン、ロシア革命、ドイツ革命の例に見られるように、「祖国の敗戦」という国難が革命勃発のきっかけとなっている。
これらの実例から、帝国主義下にある自国が対外戦争に参戦した場合、第二インターナショナルの社会民主主義者たちのように自国の勝利のために挙国一致で戦うのではなく（城内平和）、戦争への協力を拒否し、その混乱や弱体化に乗じて革命で政権を掌握させるべきとした（レーニンの敗戦革命論）。具体的には、反戦運動により厭戦気分を高揚させることで自国の戦争遂行を妨害したりすることなどである（人民戦線戦術も参照）。
しかしこれは戦争犯罪である戦時反逆、また各国の国内法による処罰の対象となるどころか、国家権力に「共産主義者＝売国奴、敵国のスパイ（第五列）」という格好の攻撃材料を提供することになり、一般国民の共産主義に対する嫌悪感を増しかねない。事実、第一次世界大戦後のドイツにおいては「ドイツの敗戦と屈辱的な講和の原因は、革命を起こし休戦協定に署名した社会民主党や独立社会民主党、スパルタクス団（後のドイツ共産党）などの共産主義者、ユダヤ人による裏切り、陰謀、背後の一突きである」とする主張が右翼勢力によってなされており、ナチスもこの主張を強く支持していた。
第二次世界大戦、特に独ソ戦が起きてからはコミンテルンはアメリカ・イギリス・フランス・中国のような連合国の共産党支部に対ファシズム戦争への統一戦線、人民戦線、国共合作として自国政府の参戦を支持させて革命的祖国敗北主義は事実上放棄したが、前大戦のように右翼勢力からは枢軸国では砕氷船理論のような革命的祖国敗北主義が実行されたとする主張もある。